# Oszáma Orábi
Oszáma Orábi (arabul: أسامة عرابي); (Kairó, 1962. január 25. – ) egyiptomi válogatott labdarúgó. 

## Pályafutása

### Klubcsapatban
1982 és 1999 között az el-Ahlí játékosa volt, melynek tagjaként tíz bajnoki címet (1985, 1986, 1987, 1989, 1994, 1995, 1996, 1997, 1998, 1999) szerzett és 1987-ben megnyerte a bajnokcsapatok Afrika-kupáját. 

### A válogatottban
1988 és 1992 között 15 alkalommal szerepelt az egyiptomi válogatottban. Részt vett az 1990-es világbajnokságon, ahol az Írország elleni csoportmérkőzésen kezdőként lépett pályára. A Hollandia és az Anglia elleni találkozón nem kapott lehetőséget. Tagja volt az 1988-as afrikai nemzetek kupáján szereplő válogatottnak is.

## Sikerei, díjai
el-Ahlí SC
- Egyiptomi bajnok (10): 1984–85, 1985–86, 1986–87, 1988–89, 1993–94, 1994–95, 1995–96, 1996–97, 1997–98, 1998–99
- Bajnokcsapatok Afrika-kupája győztes (1): 1987
- Kupagyőztesek Afrika-kupája győztes (4): 1984, 1985, 1986, 1993
- Afro-ázsiai klubok kupája győztes (1): 1988